# BTR-82
BTR-82 (ros. БТР-82) – rosyjski kołowy transporter opancerzony zaprojektowany przez Arzamaskie Zakłady Mechaniczne. Wersja rozwojowa transportera BTR-80 wprowadzona jako uzupełnienie dla drogich i bardziej skomplikowanych BTR-90. Prototyp został zaprezentowany w 2009 roku, a dwa lata później pierwsze seryjne pojazdy zaczęły być kierowane do jednostek wojskowych.
Najpowszechniejszym używanym wariantem jest BTR-82A, który według założeń przez kilkanaście lat ma być podstawowym środkiem transportu i walki dla rosyjskich żołnierzy wojsk zmotoryzowanych.

## Charakterystyka
Pojazd, podobnie do swojego poprzednika, jest osadzony na 8-kołowym podwoziu napędzanym przez nowy ośmiocylindrowy czterosuwowy silnik widlasty KamAZ 740.14-300 o mocy 300 KM. Potrafi rozwinąć prędkość do 100 km/h na drodze. Na wyposażeniu znajduje się pomocnicza jednostka mocy oraz centralny system pompowania kół, możliwe jest także zastosowanie opon typu „run-flat”. Tak samo, jak w poprzedniku, zachowana została możliwość pływania.
Opancerzenie jest nieznacznie lepsze od tego stosowanego w BTR-80; zapewnia ono ochronę przed bronią małokalibrową oraz odłamkami. Zastosowano wielowarstwową podłogę w celu lepszej ochrony przed minami i fugasami, lepsze siedzenia oraz wzmocniono zawieszenie, by było w stanie absorbować część energii wybuchu. Kadłub pojazdu ma nową ochronę balistyczną z laminowanych materiałów syntetycznych, takich jak kevlar.
Uzbrojeniem głównym pojazdu jest zdalnie sterowany ciężki karabin maszynowy KPWT kalibru 14,5 mm (w wersji BTR-82) lub szybkostrzelne działko automatyczne 2A72 kalibru 30 mm (w wersji BTR-82A i pochodnych). Pomocniczo stosowany jest karabin maszynowy PKT kalibru 7,62 mm. Wersja z działkiem ma pełną stabilizację w obydwu zakresach oraz celownik TKN-4GA pozwalający na prowadzenie ognia zarówno w dzień, jak i w nocy.
Dowódca pojazdu ma do dyspozycji systemy komunikacji, mapy oraz kamerę monitorującą TKN-AI z laserowym dalmierzem. Wersja BTR-82A ma dodatkowo nową radiostację R-168-25-U2, system ochrony przed skutkami ataku bronią masowego rażenia, klimatyzację oraz system pozycjonowania Trona-1 oparty na nawigacji satelitarnej GLONASS oraz GPS.
Załogę stanowią 3 osoby, dodatkowo pojazd może przewieźć 7 w pełni wyposażonych żołnierzy. Każdy z nich ma własny otwór strzelecki do prowadzenia ognia z wnętrza pojazdu oraz peryskop do celowania.

## Warianty
Transporter BTR-82 występuje w następujących wersjach:
- BTR-82 – wersja podstawowa uzbrojona w ciężki karabin maszynowy kal. 14,5 mm.
- BTR-82A – uzbrojony w działko kal. 30 mm, jest to najliczniej rozpowszechniony wariant; dostarczany od 2013 roku.
- BTR-82AM – przebudowa BTR-80 do standardu BTR-82A; wersja zamówiona przez Syrię.
- BTR-82A1 (BTR-88) – wariant z bezzałogową wieżą z działkiem kal. 30 mm; oferowany od 2014 roku.
- Tajfun-M – pojazd rozpoznawczy zaprojektowany specjalnie do eskortowania mobilnych wyrzutni rakiet balistycznych; wszedł do użytku w 2013 roku.
- BTR-82V – wersja dla rosyjskiego Ministerstwa Spraw Wewnętrznych, uzbrojony tak samo, jak wersja bazowa, przy czym celowniczy ma dodatkowy wizjer; w użyciu od 2017 roku.
- BTR-82AT – ulepszona i lepiej opancerzona wersja, wyposażona w celownik z termowizją i pancerz kratowy, przenosi pociski przeciwpancerne 9M133 Kornet; ujawniono ją w 2019 roku.
- BTR-87 – głęboka modernizacja opracowana przez grupę GAZ z nowym kadłubem, przeznaczona głównie na eksport; zaprezentowana w 2015 roku w parku „Patriot” w Kubince[5]
- PRP-5 – opancerzony wóz rozpoznawczy, przenosi sensory, radar oraz drony zwiadowcze; w użyciu od 2020 roku.

### Galeria

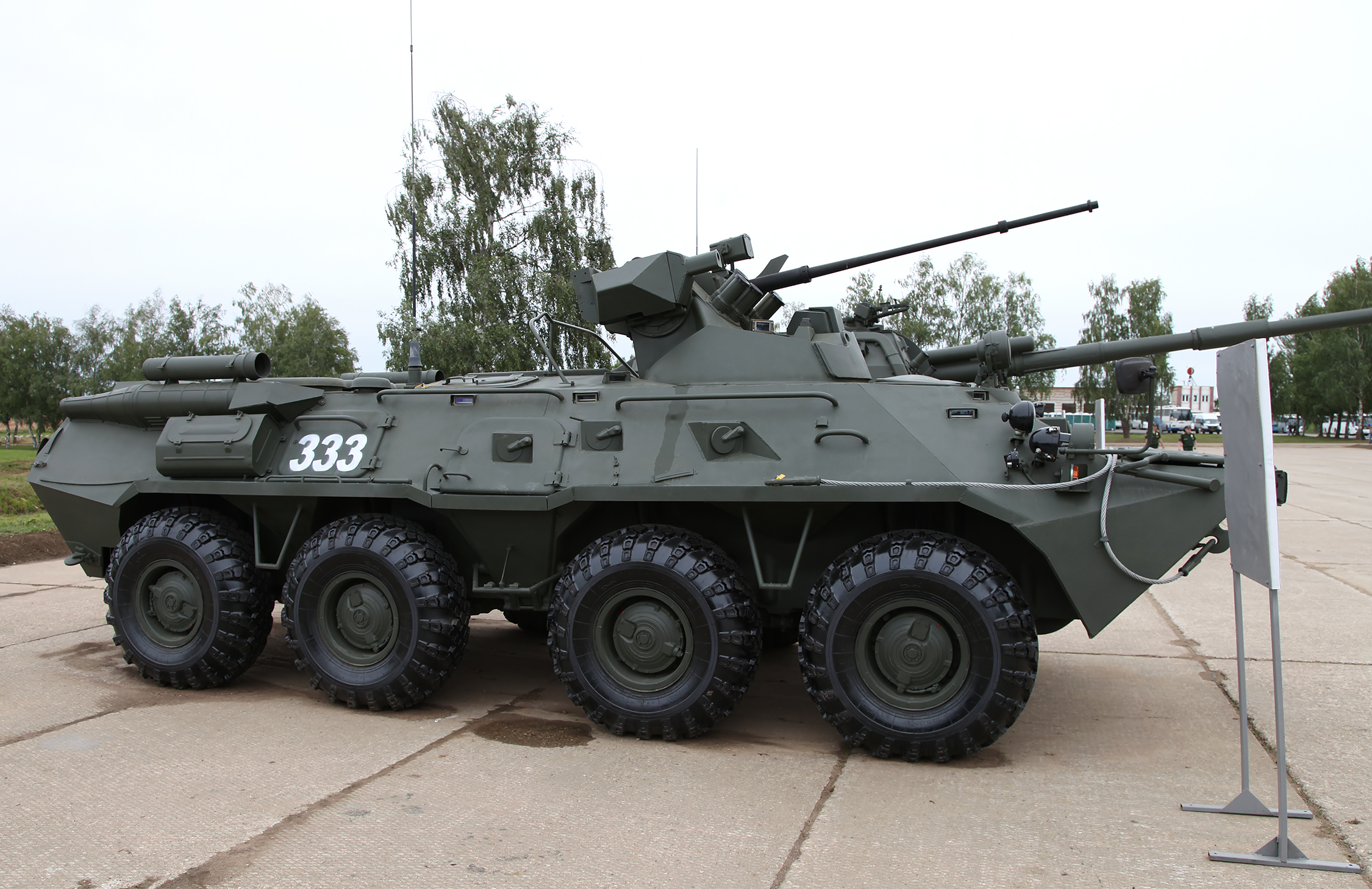
BTR-82A
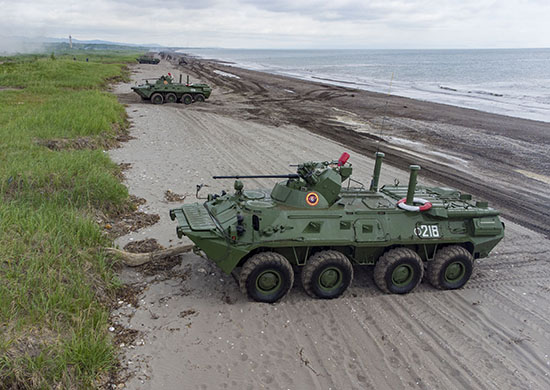
BTR-82AM
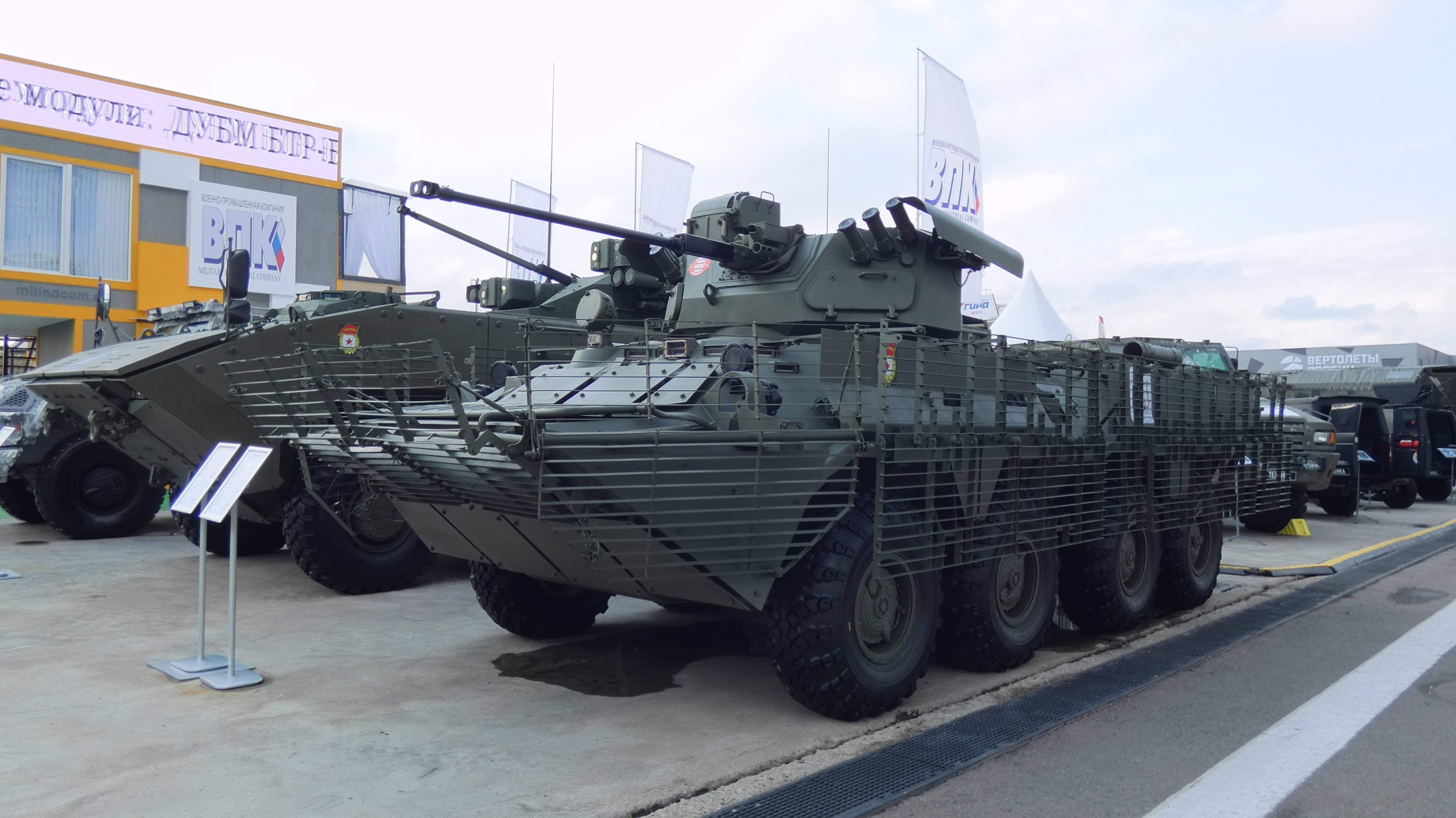
BTR-82AT
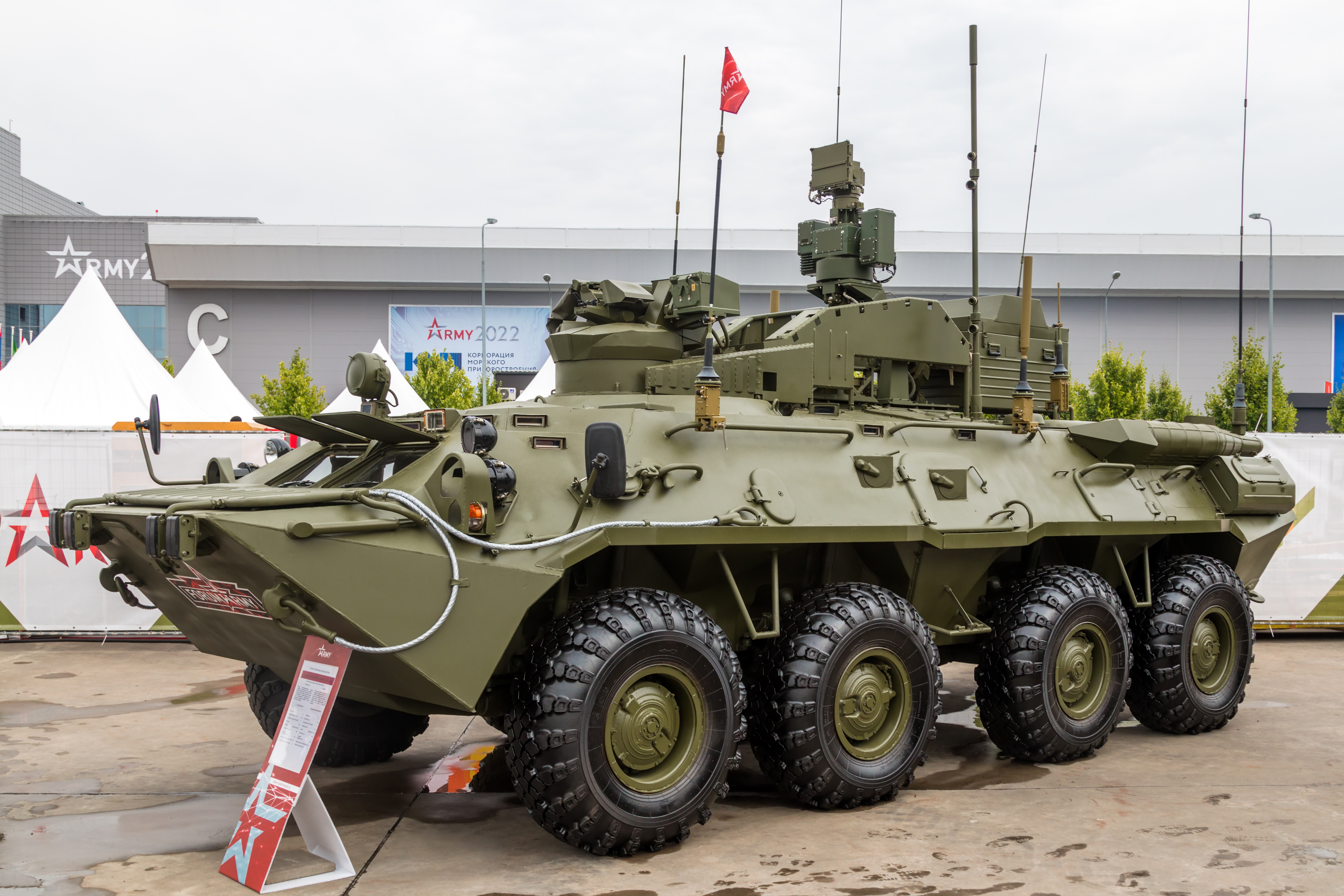
Tajfun-M

## Użycie bojowe
Pojazdy z rodziny BTR-82 zostały użyte w następujących konfliktach zbrojnych:
- Wojna w Donbasie – w 2014 roku Armament Research Services we własnym opracowaniu opartym na zdjęciach i nagraniach z konfliktu stwierdziło, że prorosyjscy separatyści są wyposażeni w transportery opancerzone z rodziny BTR-82[6]. Ukraińscy aktywiści wraz z australijskimi ekspertami odkryli dowody świadczące o tym, że pojazdy te zostały dostarczone przez Rosję[7].
- Wojna domowa w Syrii – pod koniec sierpnia 2015 roku armia syryjska opublikowała nagranie ukazujące BTR-82A w malowaniu stosowanym przez wojsko Federacji Rosyjskiej. Obserwatorzy sugerują, że pojazdy zostały zdjęte ze stanu w armii rosyjskiej i przewiezione do Syrii na pokładzie okrętu desantowego „Nikołaj Filczenkow”[8][9].
- Konflikt w Górskim Karabachu – jesienią 2020 roku BTR-82A były wykorzystywane przez siły Azerbejdżanu, co najmniej jedna maszyna została utracona[10]. Po zawarciu trójstronnego porozumienia rosyjskie siły pokojowe, przeniesione w strefę konfliktu, również zostały wyposażone w BTR-82A[11].
- Inwazja Rosji na Ukrainę – od początku działań zbrojnych pojazdy z rodziny BTR-82 były licznie wykorzystywane; do 26 czerwca 2022 roku udokumentowano zniszczenie przynajmniej 55 pojazdów[12]. Według statystyk prowadzonych przez zajmujący się białym wywiadem blog Oryx do 27 grudnia 2022 roku Siły Zbrojne Ukrainy zniszczyły 233 pojazdy, przejęły 119, a 14 maszyn zostało uszkodzonych lub porzuconych przez własne załogi[13].

## Użytkownicy
- Azerbejdżan
  - Siły Zbrojne Azerbejdżanu – ponad 44 BTR-82A[14]
- Białoruś
  - Siły Zbrojne Republiki Białorusi – ponad 31 BTR-82A[15][16]
- Kazachstan
  - Siły Zbrojne Republiki Kazachstanu – 63 BTR-82A[17]
- Rosja
  - Wojska Lądowe – 1000 BTR-82A/AM[18]
  - Wojska Obrony Wybrzeża Federacji Rosyjskiej – 740 BTR-82A[19]
  - Wojska Powietrznodesantowe Federacji Rosyjskiej – 130 BTR-82AM[20]
  - Federalna Służba Wojsk Gwardii Narodowej Rosji – nieznana liczba BTR-82A/AM[21]
- Syria
  - Siły Zbrojne Syrii – nieznana liczba BTR-82A/AM[22]
- Ukraina
  - Siły Zbrojne Ukrainy – nieznana liczba pojazdów przejętych podczas Inwazji Rosji na Ukrainę[23]
- Uzbekistan
  - Siły Zbrojne Uzbekistanu – około 100 BTR-82A[24]